# Torre del Temple

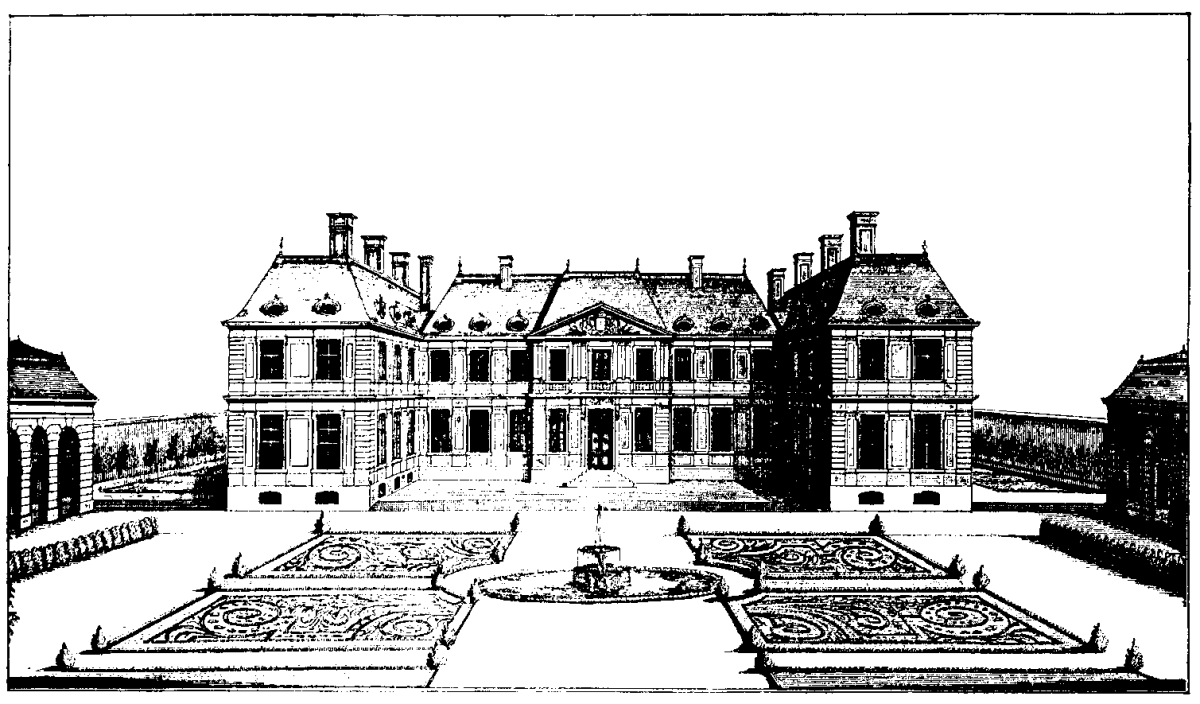
Fachada del jardín del palacio del Gran Maestre de la Orden de los Hospitalarios.

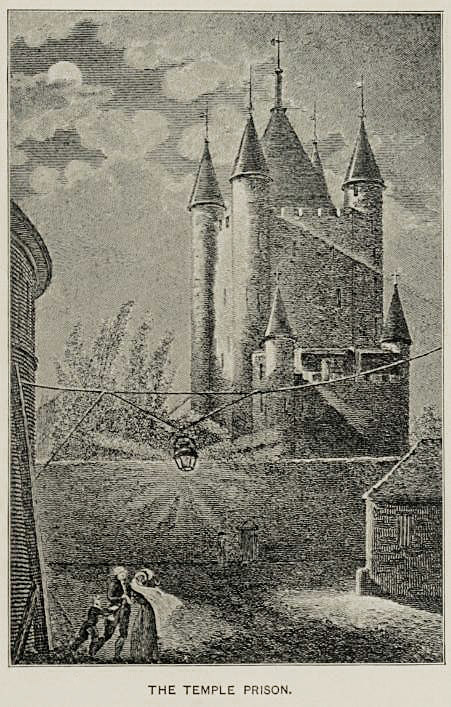
La torre del Temple. La construcción poseía dos estructuras separadas. Por un lado estaba el lujoso edificio del siglo XVII (que perteneció al Conde de Artois) y la torre, de veinte metros, que perteneció al antiguo monasterio de los Templarios.

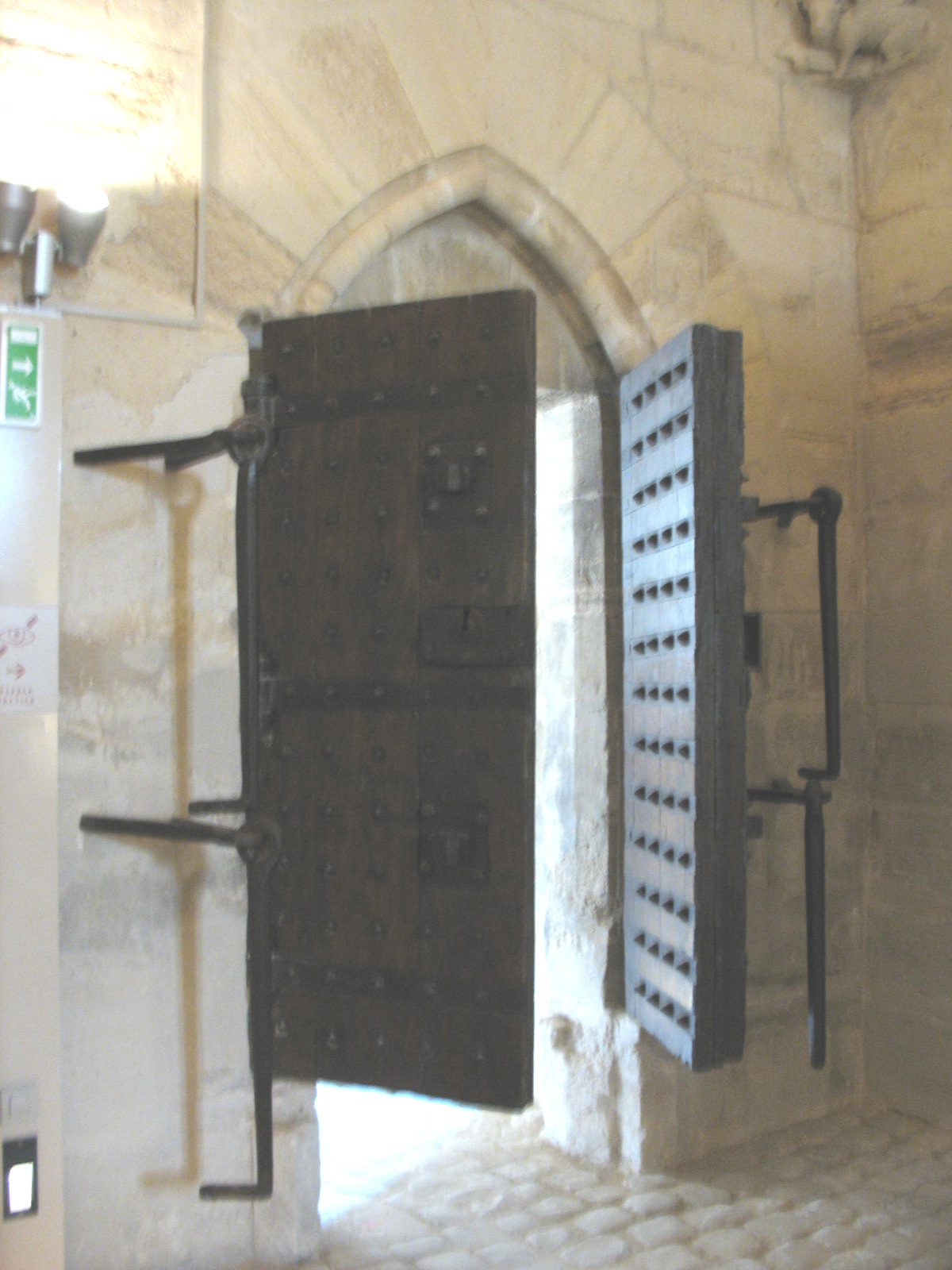
Las puertas de la torre del homenaje, ahora ubicadas en el Castillo de Vincennes.

El Temple fue una fortaleza medieval de París, situada entre los actuales distritos parisinos III y IV. Célebre por haber servido como prisión de Jacques de Molay, último Gran Maestre de los Templarios.

## Historia

### Orígenes
Fue construido a partir de 1240 por los Caballeros Templarios bajo el reinado de San Luis, sirviendo durante muchos años como casa madre de la orden y depósito del Tesoro Real (que se venía conservando en manos templarias en este mismo lugar desde 1146). Se trataba de una construcción eminentemente defensiva, con altas murallas reforzadas por torres entre los distintos tramos. El sistema se completaba con una torre cuadrada (Tour de César) y la torre del homenaje (conocida como la Tour Grosse).
Dentro del recinto (la totalidad de las calles que lo rodeaban era propiedad de los templarios) se albergaban también una serie de anexos, como la iglesia, los alojamientos para los caballeros templarios y los establos.
Tras la caída en desgracia de la orden (13 de octubre de 1307) pasó a manos de los Caballeros Hospitalarios que lo someterían a sucesivas reformas.
En 1667 las murallas exteriores desaparecen dando paso a casas particulares y viviendas de alquiler ocupadas principalmente por artesanos. Se encarga al arquitecto Masart la construcción de un palacio para el gran maestre de la orden. La muralla defensiva interior deja paso a una elegante muralla coronada con una galería decorada con una columnata.

### Revolución francesa
El Temple es importante por haber servido de prisión a la familia real francesa en la época de la Revolución (1792–1793). Los reales encarcelados en la torre del Temple fueron:
- Rey Luis XVI, que fue sacado de allí para ser guillotinado en la Plaza de la Concordia el 21 de enero de 1793;
- María Antonieta, enviada de la torre del Temple a La Conciergerie el 1 de agosto de 1793. Guillotinada el 16 de octubre de 1793.
- Princesa  Isabel Filipina María Helena, quien estuvo durante 21 meses en la torre hasta ser trasladada el 9 de mayo de 1794 a La Conciergerie y ser guillotinada al día siguiente;
- Luis XVII, quien según se informa falleció en la torre el 8 de junio de 1795 a la edad de 10 años.
- Princesa María Teresa, quien estuvo en la torre tres años y cuatro meses para luego ser enviada al exilio.

### Demolición
Con el paso de los años el Temple se convirtió en un lugar de peregrinación para los monárquicos. Deseando destruir este símbolo realista, Napoleón ordenó en 1808 la demolición de la torre, que llevaría dos años. Napoleón III ordenaría la destrucción de la parte restante en los primeros años de la década de 1860.
Conservadas tras su destrucción, las puertas pesadas de la Tour Grosse todavía existen y se encuentran guardadas en el Castillo de Vincennes, cuya gran torre del homenaje (atribuida a Raymondo del Templo) se especula fue inspirada por la fortaleza templaria cercana.
Nada queda hoy del resto del conjunto arquitectónico del Temple, en su solar se levantan actualmente la fachada norte del ayuntamiento del III distrito de París (que lleva el nombre de Temple), el jardín Square du Temple (1857 o 1865 según las fuentes), el mercado Carreau du Temple (1863) y una parada de la línea 3 del Metro de París (también con el nombre de Temple).

## Influencia en la masonería
Algunas corrientes de la masonería, tales como  el Rito Templario, ligan a la Torre del Temple con el simbolismo de la Cámara Negra o Cuarto de Reflexiones de la iniciación masónica. El argumento se basa en el hecho de que la Torre del Temple sirvió entre los años de 1307 y 1314 como última morada de Jacques de Molay, a esto se anexa la explicación que los mismos masones dan sobre el Cuarto de Reflexiones, argumentando que si llega el momento de dar la vida por la Orden no se dude jamás, ni aunque sean llevados a los más negros y oscuros calabozos sin otra bebida que el agua y sin más alimento que un trozo de pan duro; algo similar a lo vivido por el último Gran Maestre del Temple.